# South African Football Association
Der Südafrikanische Fußballverband (Englisch: South African Football Association, kurz SAFA) ist der Fußballverband in der Republik Südafrika. Er hat seinen Sitz in Johannesburg.

## Organisation
Die SAFA organisiert die südafrikanischen Fußballnationalmannschaften der Männer und Frauen sowie im Jugendbereich, außerdem den Ligabetrieb von der dritten, der in neun Regionalligen aufgeteilten Vodacom Promotional League, bis zur fünften Klasse. Den Profifußball organisiert die National Soccer League, die als Sonderorganisation der SAFA angehört. Die NSL firmiert als Premier Soccer League und ist in eine erste, die Premier Division, und eine zweite Liga, die First Division, unterteilt.

## Geschichte
Schon 1882 wurde ein Fußballverband mit dem heutigen Namen gegründet, er nannte sich später Football Association of South Africa und vertrat die weiße Bevölkerungsgruppe. Er war 1957 Gründungsmitglied der CAF, wurde jedoch wegen der Apartheid kurz nach dieser Gründung ausgeschlossen. Die FASA war auch offizieller Verband in der FIFA, wurde von dieser jedoch 1964 suspendiert und in den 1970er Jahren auch formal ausgeschlossen.
Seit 1951 gab es die South African Soccer Federation, unter deren Dach sich verschiedene Organisationen der farbigen Südafrikaner sammelten.
Die neue SAFA entstand nach dem Ende der Apartheid 1991 aus dem Vereinigungsprozess der vier bis dahin eigenständigen Verbände Football Association of South Africa, South African Soccer Association, South African Soccer Federation und South African National Football Association. Die SANFA war zunächst am Vereinigungsprozess beteiligt, zog sich dann zurück, schloss sich jedoch zwei Jahre später ebenfalls der SAFA an. Die SAFA wurde auf dem FIFA-Kongress im Juni 1992 wieder in den Weltverband aufgenommen, nur einen Monat später gab es das erste Länderspiel gegen Kamerun.